# David Rösch
David Rösch, né le 5 décembre 1988, est un coureur cycliste allemand.

## Palmarès
- 2009
  - Classement général du Tour du Gévaudan Languedoc-Roussillon
- 2010
  - 5e étape du Tour de Thuringe
  - 3e du Tour de la Creuse
- 2012
  - 3e étape du Tour des Pays de Savoie

## Classements mondiaux
| Année           | 2009 | 2010 | 2011 | 2012 |
| --------------- | ---- | ---- | ---- | ---- |
| UCI Europe Tour | 293e | 659e | 765e | 903e |